# Fotovillamos naperőmű

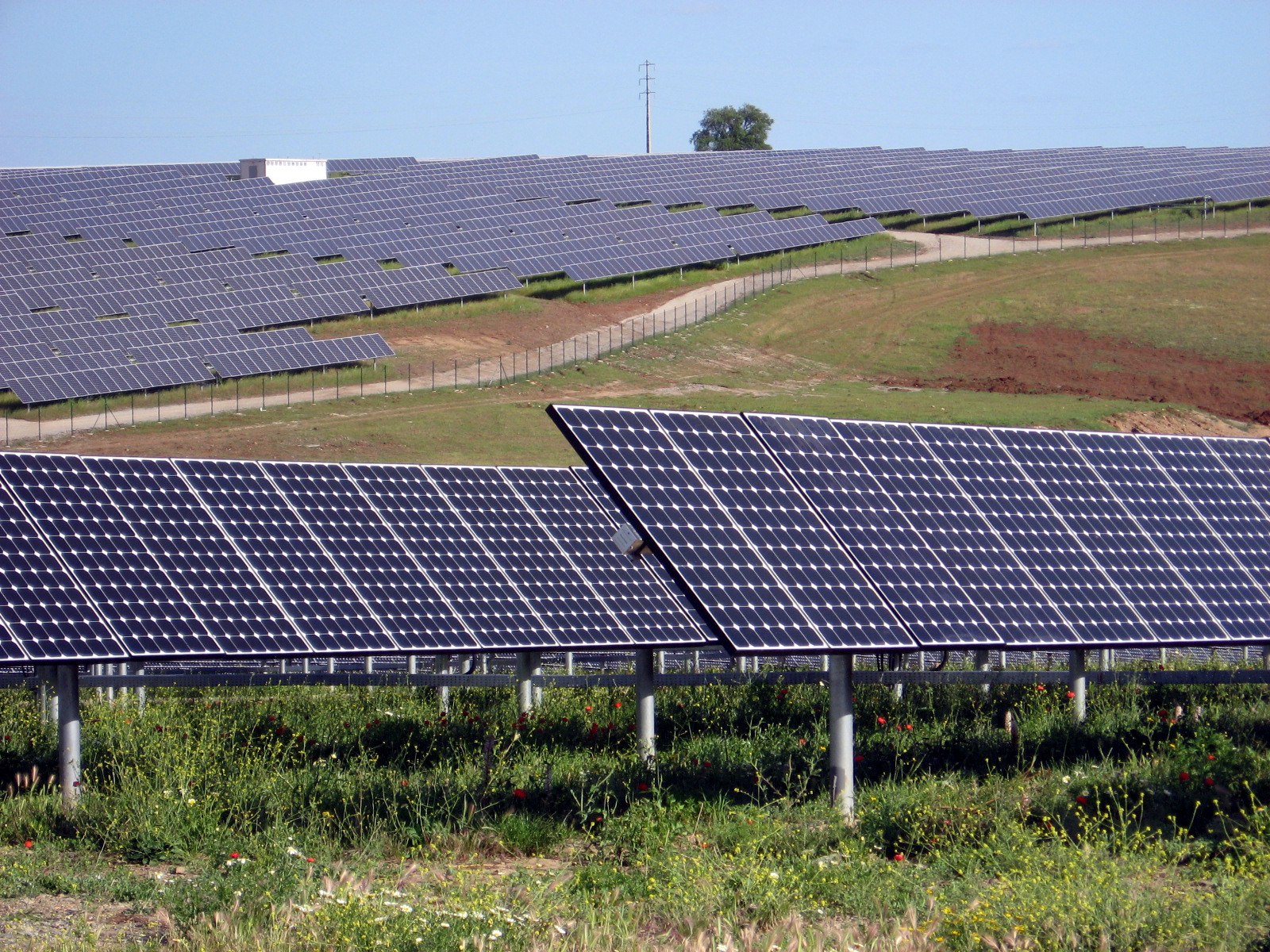
Egy fotovillamos erőmű

A fotovillamos erőmű (naperőmű)  a villamos erőművek egyik fajtája, amelyik a Nap energiáját közvetlenül elektromos árammá alakítja napelemek alkalmazásával. Fotovillamos erőműről akkor beszélünk, ha a talajszinten nagyobb területen egymás szomszédságában sok napelem található meg és azok összekapcsolva működnek. Azt az áramtermelő rendszert, mely a Nap sugárzási energiáját előbb egy közeg felmelegítésére használja, naphőerőműnek nevezzük, és ez nem tartozik a fotovillamos erőművek közé.
A naperőmű előnye, hogy működése nem jár semmiféle melléktermék kibocsájtásával, így környezetkímélően működik és a napsugárzás kifogyhatatlansága miatt megújuló energiaforrás, hátránya a magas telepítési költség, valamint a napsugárzástól függő rendkívül váltakozó teljesítmény, az egyenetlenül előállított energia nehéz tárolhatósága.
A fotovillamos erőművek paneljeinek hatékonysága a hőmérséklet 30 °C fölé emelkedésével fokonként néhány tized százalékkal csökken.

## Fajtái

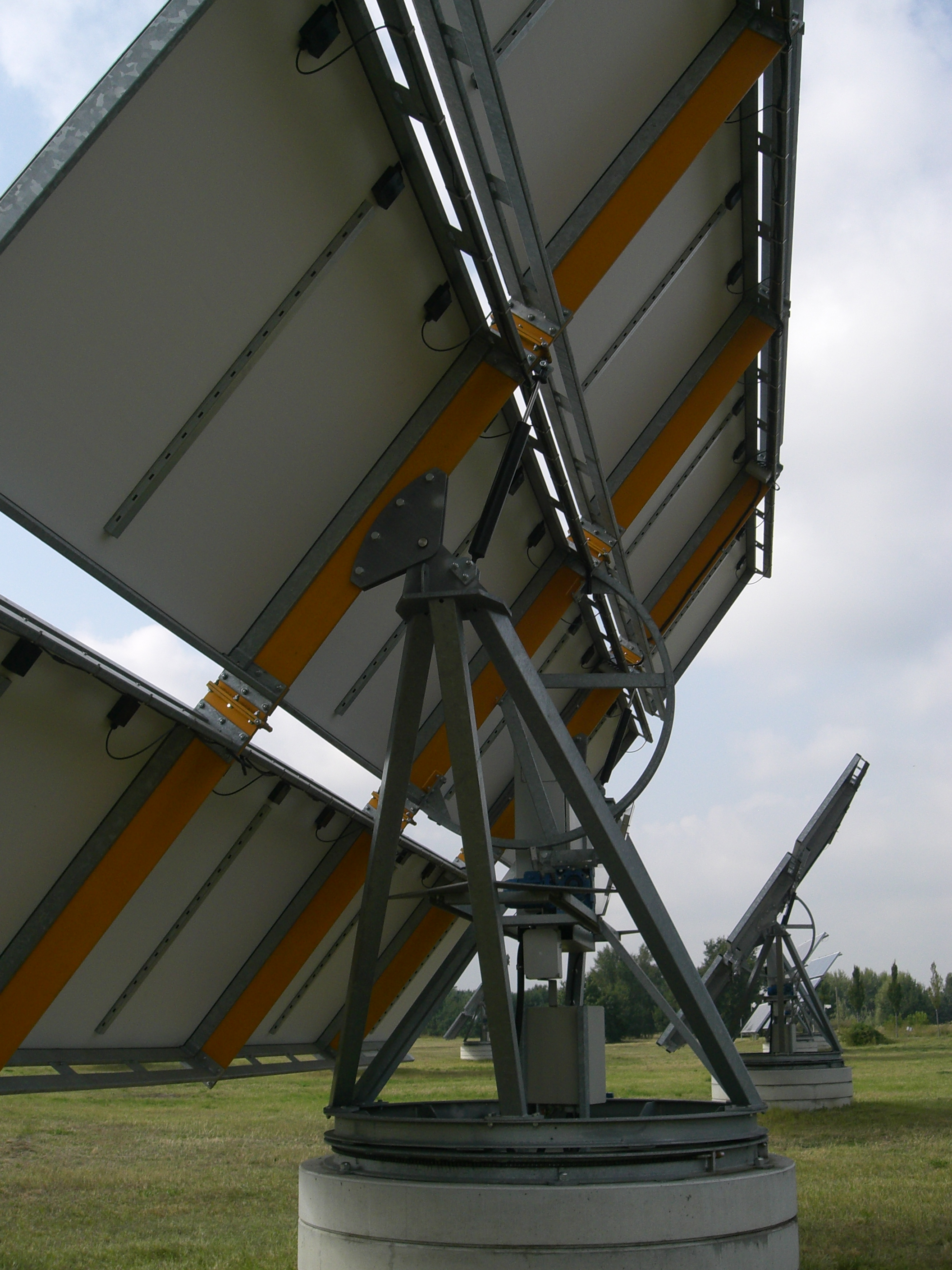
A napelemek dőlésszögét motorokkal a Nap aktuális állásához igazítják

### Földi rendszerek
A földi rendszereket a talajon rögzítik egy nagy kiterjedésű területen. A merev rendszerek esetében a napelemeket lerögzítik egy adott állásban a talajhoz, és ezt nem változtatják. A Nap azonban reggeltől estig látszólagosan egy utat jár be az égen, és így az idő múlásával más szögben világítja meg a paneleket. A hatékonyság növelése érdekében mozgó rendszereket telepítenek, melyek a dőlésszöget a Napot követve változtatják.
A talajra telepítés hátránya a nagy területi igény. A szabad természeti felületek jobb kihasználása érdekében vannak kísérletek arra is, hogyan lehet a mezőgazdasági területeken fotovillamos erőműveket telepíteni az élelmiszertermelés akadályozása nélkül. Olaszországban „Agrovoltaico“ néven már működnek ilyen létesítmények.

### Vízfelületre telepített rendszerek
Napelemes erőművek telepítése vízfelületre nem elterjedt dolog, de létező technológia. Lényege, hogy a vízen úszó  napelemekkel fedik be a vízfelületet, és így állítanak elő áramot. Az effajta felhasználási mód előnye, hogy a víz hűtőhatása miatt a napelemek hatásfoka növekszik.

## Létesítmények a világon
Effajta erőműveket a világ számos országában telepítenek. A világ legnagyobb teljesítményű erőműve 2017-es felmérés szerint Kínában található meg Longyangxia közelében. Második helyen áll Tamil Nadu erőműve Indiában.  Európa legnagyobb ilyen technológiájú erőműve 2015-ös adatok szerint Franciaországban található meg.
A vízen úszó létesítmények közül a kínai  Huainan közelében található a legnagyobb.